# Susana Herrera
Susana Herrera Jordán (Madrid, 26 marzo 1962 – Andorra, 2 novembre 2019) è stata una sciatrice alpina spagnola paralimpica che ha rappresentato la Spagna alle Paralimpiadi invernali del 1988, vincendo una medaglia d'oro e una di bronzo.

## Biografia
Susana Herrera nacque a Madrid il 26 marzo 1962, ha perso la vista all'età di 23 anni in seguito a due arresti cardiaci (dovuti ad un improvviso calo dei livelli di calcio) che l'hanno portata in coma per 17 giorni. Al risveglio, per mancanza di irrorazione sanguigna, aveva subito molteplici danni, perdendo la vista, l'uso della parola, emiplegia e riportando una grave lesione alla regione occipitale sinistra.
Si è ritirata dopo i 30 anni, decidendo di trasferirsi con la sorella e la madre nel Principato di Andorra, dove nel 1998 ha fondato la Federazione andorrana di sport per disabili (FADEM). È morta all'età di 56 anni, dopo aver combattuto per quattro anni con un carcinoma del polmone.

## Carriera

### Sci alpino paralimpico
Iscritta all'Organizzazione Nazionale dei Ciechi Spagnoli (ONCE), ha iniziato a nuotare come terapia. Le sue sedute in piscina hanno portato a contatti con la squadra spagnola di nuoto paralimpico attraverso ONCE. La scoperta che la disabilità non era un ostacolo alla pratica dello sport ad alto livello l'ha portata a gareggiare con ONCE nello sci alpino e far parte della squadra nazionale di sci nautico paralimpico.
Gareggiando nella categoria B1, nel 1988 ha partecipato alle Paralimpiadi Invernali di Innsbruck, vincendo due delle quattro medaglie della Spagna (le altre due sono state vinte da Miguel Ángel Pérez Tello nello sci nordico): il 10 marzo è arrivata prima nella gara di discesa libera (con un tempo di 1:24.41) e il 14 marzo è stata terza nello slalom gigante (tempo 5:30.41).

### Sci nautico paralimpico
La prima atleta in Europa a praticare lo sci nautico in condizione di cecità, ha vinto quattro medaglie d'oro ai Campionati europei (1988, 1990, 1991, 1993) nella categoria B1, ottenendo un record mondiale nella categoria totalmente ciechi nel 1991.

## Palmarès

### Sci alpino

#### Paralimpiadi
- 2 medaglie:
  - 1 oro (discesa libera B1 a Innsbruck 1988)
  - 1 bronzo (slalom gigante B1 a Innsbruck 1988)

### Sci nautico

#### Campionati europei
- 4 medaglie:
  - 4 ori categoria B1 (1988, 1990, 1991, 1993)